# Edílson Moreno
Edilson José Castro Silva mais conhecido pelo pseudônimo Edilson Morenno (Belém) é um cantor e compositor de música popular brasileira.
Gravou seu primeiro disco em 1992, sendo seu primeiro sucesso a música "O ladrão". Em 2012, lançou o CD "Na pele", além de um DVD, em que reuniu seus principais sucessos, somando, assim, a todo 5 discos de carreira. Como compositor, contabilizou, durante a carreira, mais de 500 composições gravadas por outros artistas, que vão de Wanderley Andrade a Banda Calypso.

## Discografia
- (2012) Na Pele - CD/DVD